# Riesenfenchel
Der Riesenfenchel (Ferula communis), auch Gemeines Steckenkraut oder Gemeines Rutenkraut genannt, ist eine Pflanzenart aus der Gattung Steckenkräuter (Ferula) innerhalb der Familie der Doldenblütler (Apiaceae). Im alten Rom wurde er als Narthex (altgriechisch νάρθηξ) bzw. (in einer vermutlich ausgestorbenen Varietät) als Silphium bezeichnet (siehe auch Ferula drudeana).

## Beschreibung

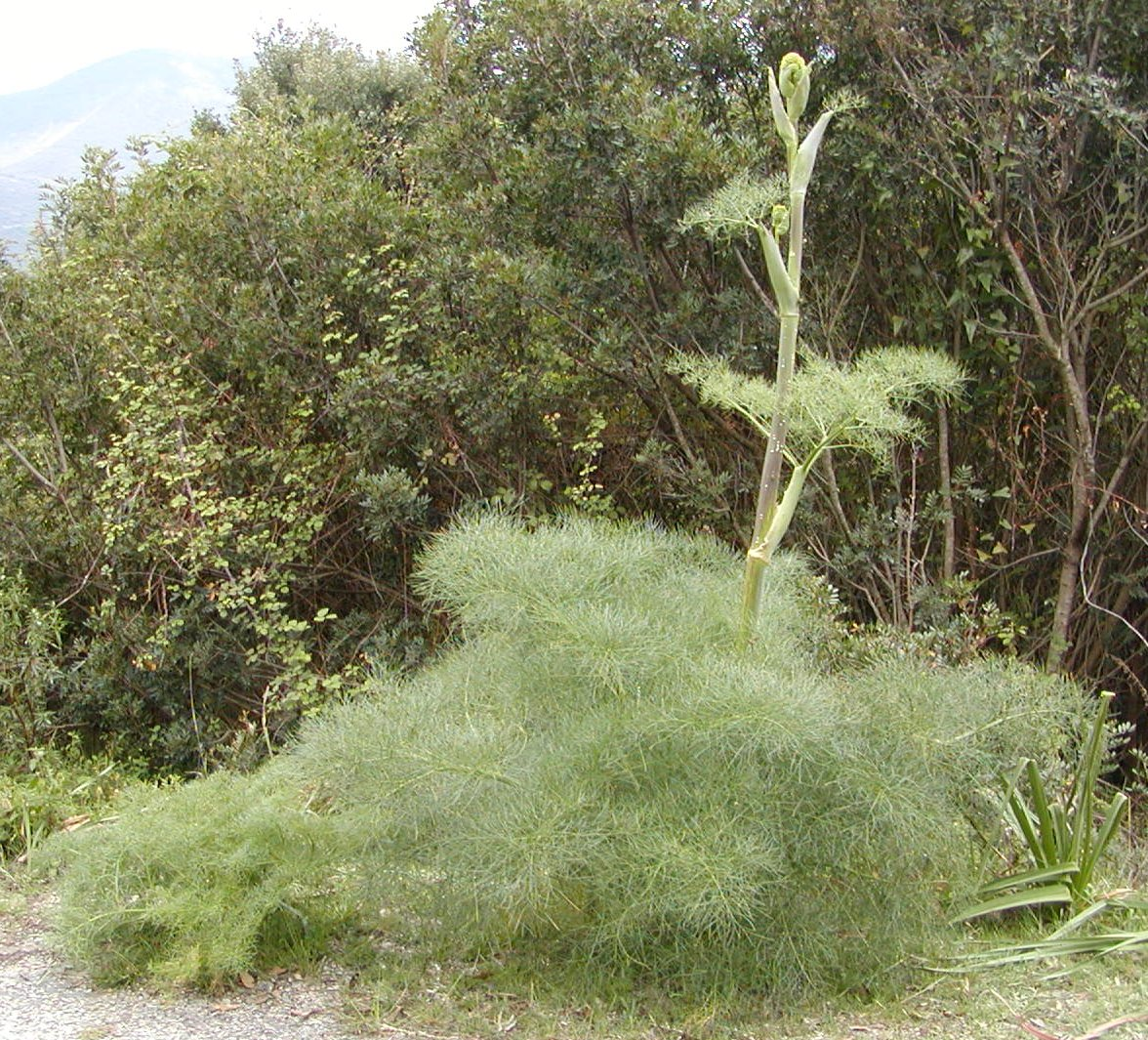
Habitus vor der Blüte

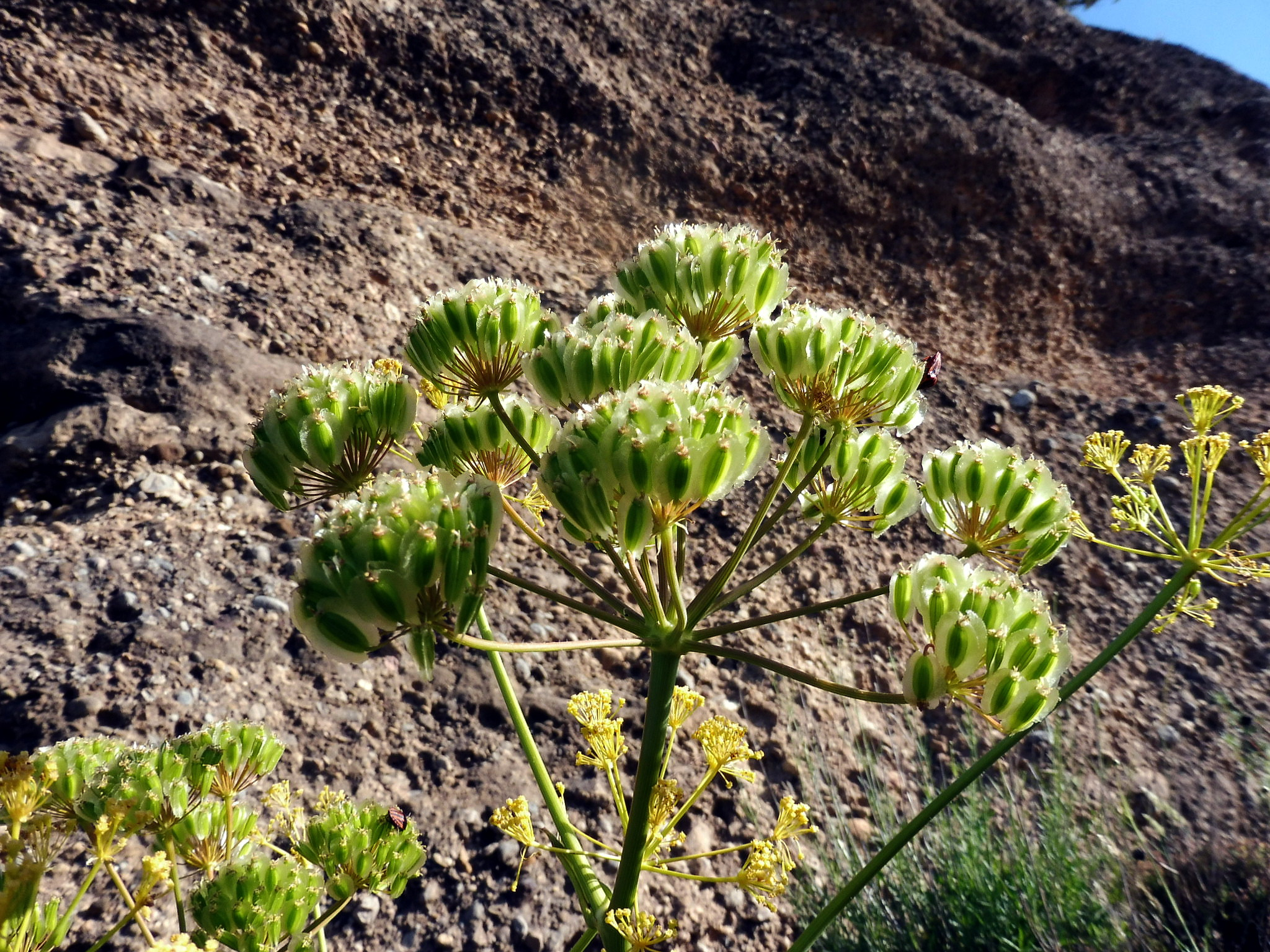
Unreife Früchte

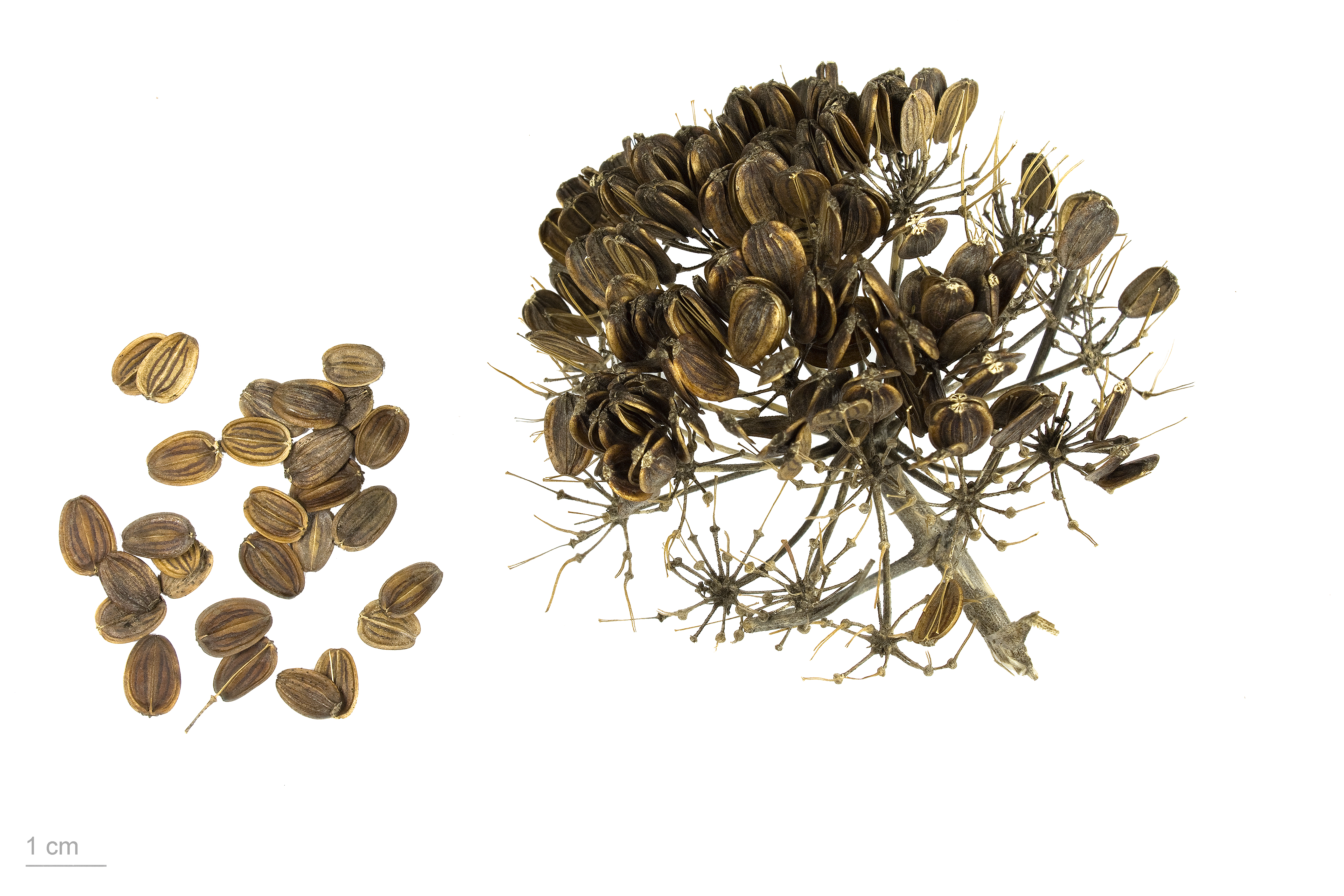
Früchte

### Habitus
Der Riesenfenchel ist eine ausdauernde krautige Pflanze und erreicht Wuchshöhen von 1 bis 3 Metern. Die bei Durchmessern von 3 bis 7 Zentimetern relativ dicken Stängel sind gefurcht. Der recht dünnwandige Stängel ist großteils mit einem leichten Mark gefüllt, das einige der wenigen Nutzungsmöglichkeiten dieser Pflanzenart darstellte (siehe Kulturgeschichte).

### Blatt
Die wechselständig angeordneten Laubblätter sind in Blattscheide, Blattstiel und Blattspreite gegliedert. Wie bei anderen Doldenblütlern sind die Blattspreiten fein zerteilt und dünn. Die weichen Blattspreiten sind drei- bis vierfach gefiedert, mit bis zu 5 Zentimeter langen, flachen, linealischen Abschnitten. Die unteren Blätter sind lang gestielt und 30 bis 60 Zentimeter groß. Die oberen Laubblätter besitzen auffällig große Blattscheiden, bei den obersten ist die Blattspreite völlig reduziert.

### Blütenstand, Blüte und Frucht
Die Blütezeit reicht von April bis Juni. Die reich verzweigten Gesamtblütenstände des Riesenfenchels bestehen aus vielen doppeldoldigen Teilblütenständen. Die zusammengesetzten Blütenstände bestehen aus kurz gestielten, Früchte tragenden Enddolden, sie sind 20- bis 40-strahlig und von langstieligen, unfruchtbaren Seitendolden umgeben. Eine Hülle fehlt und die Hüllchenblätter fallen früh ab. Die Kronblätter sind gelb und 8 Millimeter lang.
Die Doppelachänen zerfallen in zwei elliptische, rippige und abgeflachte, kurzflüglige Achänen, die orange-bräunlich sind.

### Chromosomenzahl
Die Chromosomenzahl beträgt 2n = 22.

## Standort
Ferula communis gedeiht meist auf kalkhaltigen Böden.

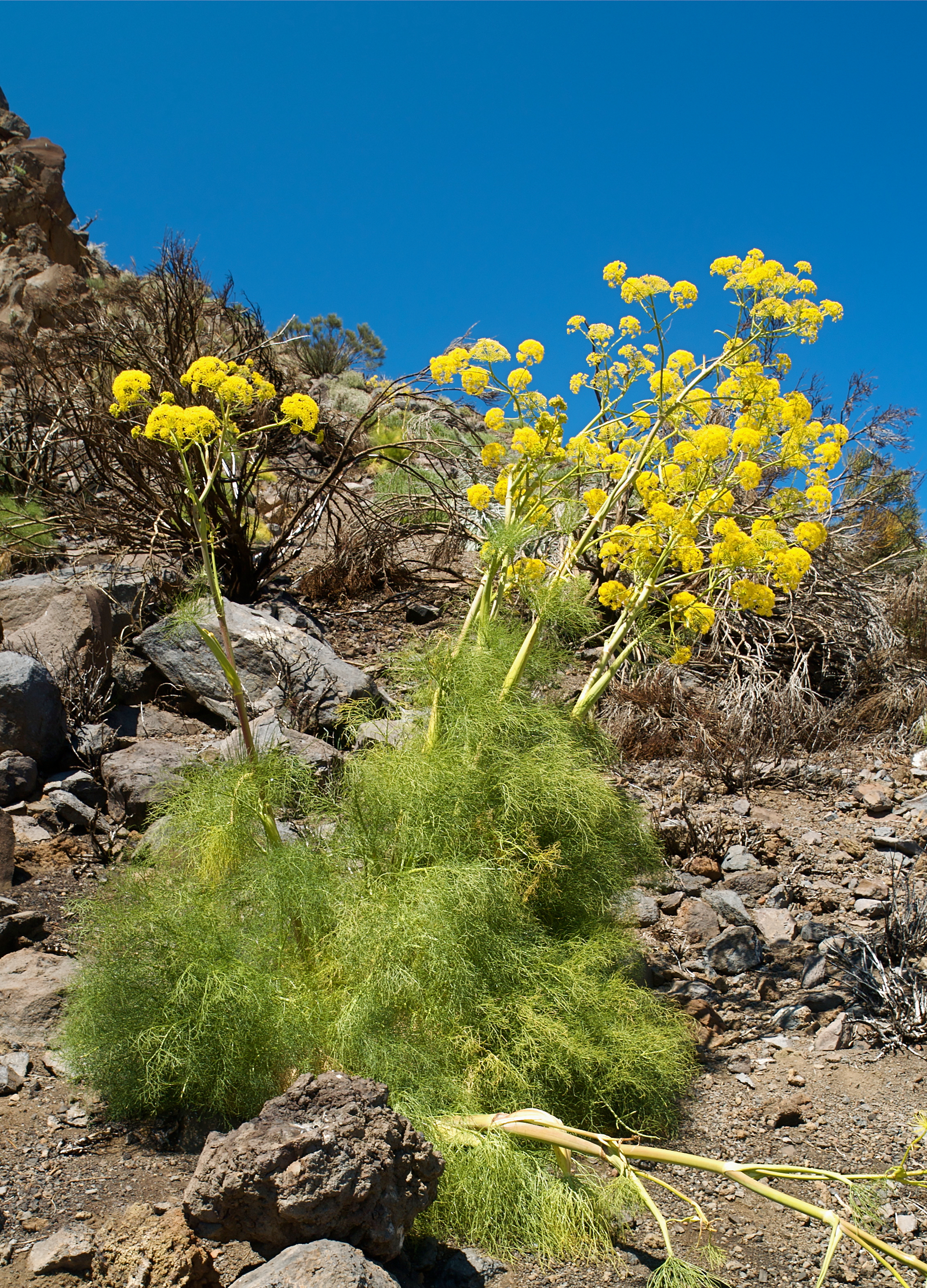
Habitus und Blütenstand von Ferula communis subsp. linkii

## Systematik und Verbreitung
Die Erstveröffentlichung von Ferula communis erfolgte 1753 durch Carl von Linné in Species Plantarum, Tomus I, Seite 246.
Ferula communis ist im gesamten Mittelmeerraum und seit 2011 auf den Kanarischen Inseln verbreitet.
Je nach Autor gibt es bis fünf Unterarten:
- Ferula communis subsp. brevifolia (Link ex Schult.) Elalaoui ex Dobignard (Syn.: Ferula brevifolia Link ex Schult.): Den Rang einer Unterart hat sie seit 2011. Sie kommt auf den Kanarischen Inseln, in Marokko und Algerien vor.[4]

Illustration

- Ferula communis L. subsp. communis: Sie kommt in Spanien, Italien, Frankreich, auf Korsika, Sardinien, Sizilien, Kreta, auf Inseln in der Ägäis, Kroatien, Albanien, Griechenland und in der europäischen und asiatischen Türkei vor.[3]
- Ferula communis subsp. cardonae Sánchez-Cux. & M.Bernal: Sie wurde 1998 erstbeschrieben. Dieser Endemit kommt nur auf Menorca vor.[3]
- Ferula communis subsp. catalaunica (C.Vicioso) Sánchez-Cux. & M.Bernal: Sie kommt in Portugal, Spanien, Frankreich, auf Mallorca, Menorca und Ibiza vor.[3]
- Ferula communis subsp. linkii (Webb) Reduron & Dobignard (Syn.: Ferula linkii Webb): Den Rang einer Unterart hat sie seit 2011. Sie kommt auf den Kanarischen Inseln vor.[4]

## Ökologie
Der Riesenfenchel dient Schmetterlingsraupen als Futter, unter anderem dem Korsischen Schwalbenschwanz (Papilio hospiton Gunée).

## Kulturgeschichte
Der Sage nach soll Prometheus den trockenen Stängel eines Riesenfenchels verwendet haben, um ihn am Sonnenwagen des Helios zu entzünden und den Menschen das Feuer zu bringen, das die Götter ihnen vorenthalten wollten.

„[…] Doch Iápetos’ Sohn [= Prometheus], der berühmte,

stahl dem allweisen Zeus nun dieses zurück für die Menschen

in einem hohlen Narthex, dem Donnerfrohen verborgen.“

Das leicht entzündliche Mark des Stängels schwelt langsam und verbrennt, ohne die Rinde des Stängels völlig zu zerstören. Das Mark kam als Zunder zum Einsatz und diente zum Transport von Glut.
Die Pflanze war auch dem Gott des Weines, Dionysos heilig. Der leichte und doch stabile Stängel wurde mit einem Pinienzapfen bekrönt. Wer dem Wein zu stark zugesprochen hatte, konnte sich ohne Verletzungsgefahr auf solche Stäbe stützen, die thyrsoi genannt wurden.
In Italien nutzten die mittelalterlichen Benandanti die Stängel des Riesenfenchels, um gegen Hexen zu kämpfen.

## Nutzung
Im antiken Rom wurde der Stängel zur Züchtigung verwendet. Für die Züchtigung von Sklaven wurde er in Wasser eingeweicht und war schmerzhaft, für Kinder wurde er trocken (laut, aber wenig schmerzvoll) verwendet. Das lateinische Verb ferire ‚schlagen‘ und die lateinische Bezeichnung der Pflanze, Ferula, deuten auf diesen Zusammenhang.
Die Stängel des Riesenfenchels wurden auch für Kleinmöbel wie Hocker und Regale genutzt, die ähnlich wie solche aus Bambus gearbeitet waren.
Ebenso wurde (und wird zum Teil heute noch) Ferula communis in Nordafrika und vor allem in Sizilien zur Herstellung von Bienenbeuten verwendet: Aus den trockenen Stängeln werden quadratische Rähmchen gebaut, die mit durchgezogenen Ruten zu ca. 1 m langen Tunneln zusammengeheftet werden. Diese werden mit einer Mischung aus Kuhdung und Lehm verfugt und nach dem Trocknen in Reihen übereinander gestapelt.
Aus den Wurzeln wird ein Gummiharz gewonnen (Fasoy, Fasukh, Fessoukh, Afrikanisches Ammoniakgummi).

## Trivialnamen
Für den Riesenfenchel bestehen bzw. bestanden auch die weiteren deutschsprachigen Trivialnamen: Aruten (Tirol im Pongau, Pinzgau), Bickwurz und Birkenwurz sowie birckwortz.